# 适应过程
适应过程是随机过程研究中常见的概念，表示不能“预见未来”的随机过程。非正式的数学解释是，一个随机过程是适应于某个参考族的，当且仅当在任意的特定时刻，随机过程都是可测的。适应过程是随机过程理论中很多重要概念的基础。比如说能够定义伊藤积分的随机过程就需要是适应过程。

## 定义
设有
- 概率空间{\displaystyle (\Omega ,{\mathcal {F}},\mathbb {P} )}；
- 测度空间{\displaystyle (S,{\mathcal {A}})}，状态空间；
- 有序的指标集{\displaystyle T}： 可以是非负实数集{\displaystyle [0,\infty )}、有限时间集{\displaystyle [0,T_{0}]}或离散时间{\displaystyle \mathbb {N} }；
- σ-代数{\displaystyle {\mathcal {F}}}上的参考族{\displaystyle \mathbb {F} =\{{\mathcal {F}}_{t}|t\in T\}}；
- 随机过程{\displaystyle X:T\times \Omega \to \mathbb {X} =\left(X_{t}\right)_{t\in T}}。

则随机过程{\displaystyle \left(X_{t}\right)_{t\in T}}是适应过程（适应于{\displaystyle \mathbb {F} }的随机过程）当且仅当对任意的时刻{\displaystyle t\in T}，映射：{\displaystyle X_{t}:\Omega \to S}都是{\displaystyle ({\mathcal {F}}_{t},{\mathcal {A}})}-可测的随机变量:37:97。
适应过程的定义说明，如果一个过程适应于某个参考族{\displaystyle \mathbb {F} =\{{\mathcal {F}}_{t}|t\in T\}}，那么在任意一个特定的时刻，我们掌握的信息都包括了这个过程。也就是说这个过程在任意时刻的结果必然在该时刻可知。但一般来说，适应过程在任意时刻的结果并不能提前预知。如果一个（离散的）随机过程在时刻{\displaystyle t=n}的结果能够在{\displaystyle t=n-1}的时刻已知，那么这个过程被称为在参考族{\displaystyle \mathbb {F} }中可预测。可预测的随机过程必然适应于参考族，反之则不然。

## 例子
设状态空间{\displaystyle (S,{\mathcal {A}})}为实数及其波莱尔σ-代数{\displaystyle (\mathbb {R} ,{\mathcal {B}}(\mathbb {R} ))}。设指标集为连续的：{\displaystyle T=[0,\infty ).} 给定一个随机过程{\displaystyle X=\left(X_{t}\right)_{t\in T}}，如果考虑过程{\displaystyle X}产生的自然参考族：{\displaystyle {\tilde {\mathcal {F}}}^{X}=\{{\tilde {\mathcal {F}}}_{t}^{X}|t\in T\}}
{\displaystyle {\tilde {\mathcal {F}}}_{t}^{X}=\sigma \left(X_{s}\,;\,\,0\leqslant s\leqslant t\right)=\sigma \left(\left\{X_{s}^{(-1)}(H)\,|\,0\leqslant s\leqslant t,\,\,H\in {\mathcal {B}}(\mathbb {R} )\right\}\right)}
那么{\displaystyle X}当然是适应于{\displaystyle {\tilde {\mathcal {F}}}^{X}}的过程，因为在每个时刻，{\displaystyle X}都是{\displaystyle {\tilde {\mathcal {F}}}_{t}^{X}}-可测的随机变量。自然参考族也是能使得{\displaystyle X}为适应变量的“最小”参考族。{\displaystyle X}适应于某个参考族{\displaystyle {\mathcal {F}}^{r}=\{{\mathcal {F}}_{t}|t\in T\}}，当且仅当在任何时刻{\displaystyle t\in T}，{\displaystyle {\tilde {\mathcal {F}}}_{t}^{X}\subseteq {\mathcal {F}}_{t}.}:98
设{\displaystyle X=\left(X_{n}\right)_{n\in \mathbb {N} }}是某彩票每期的开奖结果，那么{\displaystyle X}是一个适应随机过程，但不可能是一个可预测过程。